# Virgílio de Melo Franco
Virgílio Alvim de Melo Franco (Ouro Preto, 12 de julho de 1897 — Rio de Janeiro, 29 de outubro de 1948) foi um político e jornalista brasileiro. Teve participação política na época do início do Governo Vargas, sendo inicialmente apoiador do presidente e depois trabalhando como oposição, assim que perdeu uma disputa política por causa da nomeação de Benedito Valadares para um cargo de destaque em Minas Gerais. Sempre dedicado à vida política, foi morto no Rio de Janeiro, em 1948 em um assassinato cometido por um ex-empregado seu. As resoluções do crime até hoje não foram esclarecidas.
Formou-se pela Faculdade Livre de Ciências Jurídicas e Sociais do Rio de Janeiro em 1918, atual Faculdade Nacional de Direito da Universidade Federal do Rio de Janeiro (UFRJ). Sua entrada na política aconteceu com apenas 25 anos de idade, em 1922 foi eleito deputado estadual por Minas Gerais pela legenda do Partido Republicano Mineiro (PRM), depois foi deputado federal e constituinte de 1933.

## Família política
Virgílio fazia parte de uma família atuante politicamente e seguiu os passos traçados pelo pai e irmãos, que tiveram importantes cargos e posições políticas ao longo da vida. Mas antes mesmo deles, a participação de seus avôs no quadro político brasileiro influenciou o rumo da família em uma época tão importante para o país. Seu avô paterno, Virgílio Martins de Melo Franco, foi deputado provincial no Império e senador estadual em Minas Gerais entre 1892 e 1923. Não menos importante, seu avô materno, Cesário Alvim, foi deputado geral por Minas e presidente da província do Rio de Janeiro durante o Império. Enquanto que na República, governou Minas de 1889 a 1890 e de 1890 a 1892, foi ministro da Justiça em 1890 e prefeito do Distrito Federal de 1898 a 1900.
Virgílio era filho de Afrânio de Melo Franco, que teve importante carreira tanto no governo como no Parlamento na época da República Velha e mais tarde se tornou o primeiro ministro das Relações Exteriores do Brasil após a Revolução de 30. Ele foi ainda presidente da Comissão Constitucional designada em 1934 para elaborar um anteprojeto de Constituição, para depois, retornar à política mineira como constituinte e deputado estadual de 1934 a 1937. Seu tio, Afonso Arinos de Melo Franco, foi uma influência literária dentro de casa para Virgílio, já que foi escritor da escola regionalista, autor de Pelo sertão e membro da Academia Brasileira de Letras, podendo ter sido fundamental para seu sobrinho ter escolhido uma carreira política ligada com a jornalística. Além deles, Virgílio tinha dois irmãos. Um que levava o nome do tio, Afonso Arinos de Melo Franco e também trabalhou neste universo e seguiu os passos do pai, chefiando o ministério das Relações Exteriores na década de 1960. Ele também foi deputado federal por Minas Gerais desde a Constituinte de 1946 até 1959, senador pelo Distrito Federal e, depois, pelo estado da Guanabara de 1959 a 1967 e ministro das Relações Exteriores em 1961 e em 1962. Escritor, tornou-se também membro da Academia Brasileira de Letras. Já seu outro irmão, Caio de Melo Franco, diplomata de carreira, foi embaixador do Brasil na França de 1953 a 1955.

## Carreira
Ainda antes de se formar, Virgílio teve seu primeiro cargo público, trabalhando com seu pai, como chefe do seu gabinete, quando este ocupou um cargo no setor de Viação no governo de Delfim Moreira. Isso aconteceu entre 1918 e 1919. Logo em seguida, em 1920, acompanhou seu pai até Washington, onde ele chefiava a delegação brasileira à I Conferência do Trabalho. Essa viagem lhe deu a oportunidade de conhecer Carlos Sampaio e a partir deste encontro, a vida de Virgílio tomou um rumo político importante.
No mesmo ano de 1920, Sampaio assumiria o cargo de prefeito do Distrito Federal e convidou Virgílio para ser seu oficial de gabinete. Apesar de ficar no cargo por apenas alguns meses, foi nele que Virgílio passou a colaborar com jornais, escrevendo para O Jornal, e também, eventualmente para a revista Fon-Fon - esta para qual escrevia com o pseudônimo de Gonçalo Alves.

#### Apoio a Artur Bernades e as "cartas falsas"
Foi então que Virgílio passou a ter mais voz na imprensa e, em 1921, com o lançamento do jornal O Dia, tornou-se diretor do periódico ao lado de Inácio Azevedo do Amaral e Tristão da Cunha. O jornal carioca, desde sua fundação, defendia a candidatura de Artur Bernardes para a presidência da República. Sua participação na campanha indireta de Bernardes aproximaram os dois. Tanto que em um episódio que ficou conhecido como Cartas falsas, o candidato encarregou Virgílio de ir à Europa um mês antes das eleições, em 1922, para salvar sua reputação.
Virgílio foi à França em busca de especialistas que provassem a falsificação de cartas escritas em seu nome e publicadas pelo jornal Correio da Manhã. O conteúdo das cartas não condizia com o posicionamento de um apoiador de Artur Bernardes e fazia alusão ofensiva às forças armadas do país. Foi preciso ainda ir até Lausanne, na Suíça e à Roma, na Itália para conseguir a comprovação da falsidade das cartas. Com isso, as eleições no Brasil confirmaram a vitória de Bernardes à presidência.
Após seis meses em solo europeu, Virgílio retornou ao Brasil e encontrou O Dia fechado, sem fundos, uma vez que o maior objetivo do jornal era defender a candidatura de Bernardes, meta que conseguiu com sucesso. Mesmo fora do país, ele também chegou a um cargo político, graças a saída de Garibaldi de Castro Melo para o Congresso Nacional. Foi então que Virgílio se tornou deputado estadual por Minas Gerais, em 1922.
Mesmo entrando de vez na política, agora de forma direta, Virgílio não deixou de contribuir e escrever para jornais. Suas relações, inclusive teve influencia direta em uma importante transação da comunicação brasileira na época, quando ajudou seu amigo Francisco de Assis Chateaubriand a comprar, em 1924, O Jornal, para o qual escrevia constantemente.

#### Viés tenentista e a Revolução de 30
Depois de ser reeleito deputado estadual, ainda em 1923, Virgílio seguiu seu segundo mandato tranquilamente, até em 1926, quando Washington Luís foi eleito presidente do Brasil. Isso porque quando o novo presidente assumiu o cargo, Virgílio passou a usar sua voz de forma oposicionista a Washington. Esse tipo de posição política também o aproximou do Diário Carioca, para fazer campanha contra o governo do então presidente.
Foi a partir disso que Virgílio passou a caminhar, mesmo sem saber ainda, à Revolução de 30, onde atuaria como um dos protagonistas do movimento que acabou com a República Velha no Brasil, ao depor Washington Luís, impedir a posse de Júlio Prestes e marcando o início da Era Vargas.
Antes, para chegar a esse objetivo, Virgílio participou da criação da Aliança Liberal, que contou com os presidentes de Minas Gerais (Antônio Carlos Ribeiro de Andrada), Rio Grande do Sul (Getúlio Vargas) e Paraíba (João Pessoa). Virgílio passou a ser então uma peça fundamental na conexão da Aliança com os tenentes mais radicais revolucionários dos anos de 1922 a 24. Era orquestrado assim uma ação com apelo popular para tirar aqueles que estavam no poder e que pretendiam continuar na mesma linha de governo. Além disso, o movimento tinha como meta a concessão de uma anistia ampla a todos os presos políticos, processados e perseguidos desde o 5 de julho de 1922, e ainda, capitanear uma série de reformas políticas, como por exemplo, o voto secreto.
Virgílio tomou a frente de diversos segmentos da luta, inclusive na possibilidade de ser um movimento armado e nunca abandonando o lado da comunicação, usando-o a seu favor, o mineiro continuou fazendo jus ao seu lado jornalista para fazer campanha para a Aliança. Inclusive, após a Revolução colocar Vargas na presidência, Virgílio escreveu seu testemunho sobre todo o processo do movimento liberal em um livro detalhado do que viveu. Outubro, 1930 foi um sucesso na época e vendeu quatro edições em pouco tempo.

#### Era Vargas
Mesmo tendo sido oferecidos vários cargos para Virgílio após a posse de Vargas, ele não aceitou nenhum. Já seu pai foi Ministro do Exterior, enquanto ele focou inicialmente no lado comunicativo. Além do Diário Carioca, agora o jornalista também participava dos bastidores de O Radical e ajudou a fundar o A Nação. Ainda próximo de Chateaubriand, que a essa altura já era dono de uma cadeia com seis jornais periódicos, controlava politicamente os diários.
Um ano depois, no entanto, Virgílio voltou a atuar de forma revolucionária como interventor do Partido Republicano Mineiro quando se começou uma ação para depor Olegário Maciel, interventor de Minas Gerais, para no seu lugar assumir Virgílio.
Apesar dos avanços na execução do golpe para depor Olegário, o movimento foi impedido pelo comandante do 12º Regimento de Infanteria, o coronel Júlio Pacheco de Assis, em 1931. Assim, começam as articulações para criar um novo partido, em que Virgílio é um dos protagonistas. O Partido Social Nacionalista (PSN) teve em sua comissão diretor nomes como Venceslau Brás, Artur Bernardes e Antônio Carlos. No entanto, a posição no dianteira do Partido ficou por pouco tempo com Virgílio, que renunciou por conta de assumir que não iria alcançar seu objetivo de pacificação. Foi então que mais uma vez, Virgílio se reuniu com colegas e fundou mais um partido. O da vez foi o Partido Progressista de Minas Gerais, dessa vez com mais êxito, onde elegeu 31 deputados na eleição de 1933.
O sucesso aproximou Virgílio ao cargo de interventor de Minas Gerais, reforçado pelo falecimento de Olegário Maciel. Com apoio de Vargas e de tenentes, Virgílio ficou muito perto de seu objetivo, no entanto, após uma visita de Flores Cunha, interventor do Rio Grande do Sul, que ameaçou romper a maioria da bancada mineira na Constituinte, liderada por Antônio Carlos, com o governo, colocando assim Vargas contra a parede e impedindo a nomeação de Virgílio.

#### Ruptura com Vargas
Já em 1935, em meio a muitos movimentos de Vargas no poder, já indicando que o presidente não permitiria a candidatura de um sucessor, o gaúcho manteve Osvaldo Aranha, por exemplo, no Ministério da Fazenda. Este, que tinha intenção em se candidatar à presidência da República. Virgílio a essa altura não era mais deputado e sim suplente, não conseguindo se eleger diretamente ao Parlamento no ano anterior. Ainda presente na imprensa, o mineiro se viu obrigado, junto com seu irmão, Afonso Arinos, a fechar o jornal A Folha de Minas por conta da censura que começava a ser levantada por Vargas.
Com as eleições para presidente se aproximando, Virgílio então procurava um candidato para apoiar e, naturalmente, esperava eleger um político mineiro ao cargo mais importante do país. No entanto, com a candidatura do paulista Armando de Sales Oliveira, tanto Virgílio como outros companheiros foram obrigados a aderir a campanha de José Américo de Almeida. E em 1937, sua candidatura foi lançada com o apoio não só da maioria dos deputados federais como também do próprio Getúlio Vargas.

Foi então que o golpe da ditadura do Estado Novo, implantado por Vargas começou. Com a anulação da eleição e o desmanche do Congresso Nacional, Virgílio consequentemente ficou sem seu cargo público. E apesar de ter sido convidado por Getúlio para assumir o papel de Osvaldo Aranha na embaixada brasileira nos Estados Unidos, ele não aceitou, rompendo assim qualquer aliança que tinha com o atual Governo.